# Aldo Vinko Gladić
Aldo Vinko Gladić (Žman na Dugom otoku, 10. listopada 1934. – Pariz, 1. svibnja 2018.) bio je hrvatski jezikoslovac, fonetičar i pjesnik.

## Životopis
U rodnom Žmanu pohađao je osnovnu školu, a gimnaziju je završio u Zadru. Diplomirao je 1962. godine na Filozofskom fakultetu Zagrebačkog sveučilišta hrvatski i talijanski jezik i književnost. Na istom Filozofskom fakultetu 1974. godine magistrirao je s radnjom iz primijenjene fonetike temom „Neophodni uvjeti za razvoj dobrog govora”.
Od 1962. do 1963. na  Institutu za fonetiku Filozofskog fakulteta u Zagrebu bio je voditelj tečaja hrvatskog jezika (Metoda SGAV) za strane studente. Od 1963. do 1967. u Centru Suvag u Zagrebu je radio na primjeni verbotonalne metode u rehabilitaciji gluhonijeme djece i odraslih.
Od 1969. do 1974. bio je zaposlen u Bruxellesu (Centre Médical d'Audio-Phonologie de Mme Nacar) na primjeni verbotonalne metode u dječjem vrtiću. Iz Bruxellesa odlazi 1974. na dvije godine u Toulouse. 
Godine 1976. vraća se u Bruxelles gdje prihvaća stalni posao formatora odgojno-obrazovne ekipe koja je već bila upoznata s verbotonalnom metodom. 
Preminuo je 1. svibnja 2018. godine u Parizu. Pokopan je u Žmanu na Dugom otoku, na groblju crkve Svetoga Ivana Krstitelja.